# Cornelius Jabez Hughes
Cornelius Jabez Hughes (Westminster, 20 luglio 1819 – Ryde, 11 agosto 1884) è stato un fotografo e scrittore britannico, tra i più noti ritrattisti dell'Inghilterra vittoriana.

## Biografia
David ed Elizabeth Hughes furono i suoi genitori ed il padre faceva il sarto e per un periodo anche lui svolse questo mestiere. Dopo gli iniziali studi di frenologia, abbandonati quando divenne assistente del fotografo, allora molto noto, John Jabez Edwin Mayall (1813-1901). Apprese le tecniche del dagherrotipo sostituendo spesso il suo maestro, e svolgendo in seguito le funzioni di segretario. Sposò Esther Wright nel giugno 1843 ed ebbero il figlio Alfred che nacque il 1º ottobre di quell'anno.
Nel 1847, la famiglia Hughes si trasferì a Glasgow dove aprì un proprio atelier ed egli aderì alla Glasgow Photographic Society. Per otto anni lavorò in Scozia come dagherrotipista, quindi rientrò a Londra per acquistare lo studio fotografico del suo maestro, ma non ebbe successo. Nel 1859 aprì un magazzino di forniture fotografiche che si rivelò anche questo un insuccesso. Decise pertanto di lasciare Londra per l'isola di Wight stabilendosi nella cittadina di Ryde ed aprì il Regina Studio House, utilizzando questo nome probabilmente perché si trovava a poca distanza dalla residenza reale di Osborne House. Infatti sia la regina Vittoria che i reali britannici divennero i suoi clienti abituali. Durante questo periodo fece il ritratto anche all'anziano ex primo ministro Benjamin Disraeli. Tra i suoi ritratti più famosi quelli della principessa Alessandra di Sassonia-Altenburg, del principe Alemayehu Teodoro, della principessa Alice di Sassonia-Coburgo-Gotha e tanti altri. Inoltre, ha potuto fotografare sia l'esterno che l'interno della residenza di Osborne House.

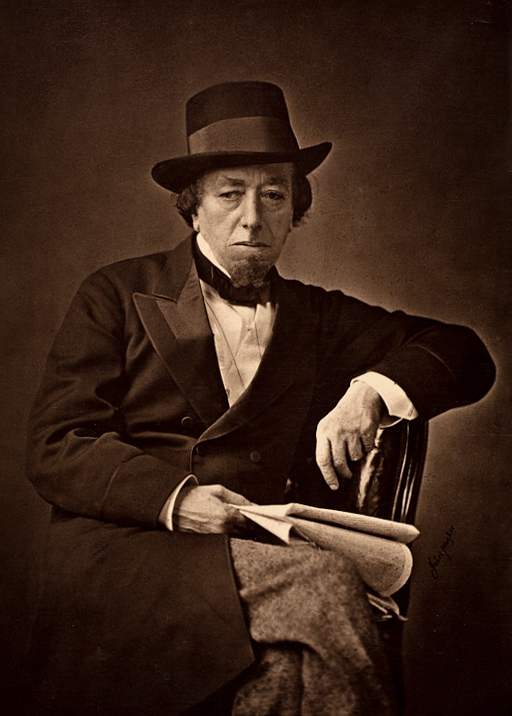
L'ex ministro britannico Benjamin Disraeli, 1878

Nonostante il successo della sua attività ed il benessere economico, il suo unico figlio, Alfred, (a sua volta sposato e padre di tre figli), nonché suo assistente, sembra assodato che si sia suicidato a Londra il 1º febbraio 1878. Non sono pervenuti i motivi di tale gesto, all'epoca si insinuarono dubbi che si fosse trattato di "acido prussico", cioè cianuro anche se la cosa venne messa a tacere. Per superare il dolore, Hughes si immerse nel lavoro e si iscrisse alle varie associazioni fotografiche come la South London Photographic Society di cui fu vice presidente, la North London Photographic Association, la Royal Photographic Society ed altre. Non lasciò mai a lungo Londra e continuò a frequentarla fino alla sua morte.
Hughes e il suo assistente Gustav Mullins si associarono e aprirono lo studio "Hughes & Mullins" nel 1883. Hughes morì l'anno seguente e Mullins tenne aperto lo studio fino al 1910.
Molto del suo tempo Hughes lo dedicò alla teoria fotografica e alla divulgazione scientifica. Al di là dei suoi meriti come fotografo, è soprattutto ricordato per il testo The Principles and Practice of Photography Familiarly Explained, un manuale che forniva consigli utili ai fotografi dilettanti come ad esempio quello di raddoppiare o addirittura triplicare l'esposizione della fotocamera in situazioni critiche (scrisse "vento da est"). Nel 1861, Hughes fu forse tra i primi a definire quelli che riteneva i livelli culturali e tecnici della fotografia: "Mechanical photography" (la fotografia meccanica), "Art photography" (la fotografia artistica) e "High-art photography" (che potremmo tradurre con fotografia d'alto livello o d'autore o d'alta qualità). La fotografia meccanica, spiegò, è la mera riproduzione degli oggetti. L'art photography implica la riorganizzazione artistica di oggetti per scopi estetici mentre la high-art photography si ottiene quando il fotografo cerca uno scopo artistico ancora più elevato, magari per scopi didattici.
Le sue foto sono conservate presso la National Portrait Gallery di Londra, il Getty Museum di Los Angeles e la Royal Collection.